# Шелехес Ілля Савелійович
Ілля́ Саве́лійович Шелехес (10 березня 1891, місто Москва або Подольськ, тепер Російська Федерація — розстріляний 3 вересня 1937) — радянський державний і партійний діяч, голова Харківського облвиконкому, 1-й заступник голови Ради Народних Комісарів УСРР. Член ЦК КП(б)У в квітні 1933 — липні 1937 р. Член Оргбюро ЦК КП(б)У в квітні 1933 — квітні 1934 р. Кандидат у члени Політбюро ЦК КП(б)У в квітні 1934 — травні 1936 р. Член Політбюро ЦК КП(б)У в травні 1936 — липні 1937 р. Член Центральної ревізійної комісії ВКП(б) у липні 1930 — 1937 року.

## Біографія
Народився в єврейській родині ремісника-годинникаря. У 1904 році закінчив три класи чотирикласного міського училища в місті Подольську. З травня 1905 по березень 1912 року — учень годинникаря, прикажчик у годинникарних майстернях батька і старших братів у Москві.
Член РСДРП(б) з 1908 року.
Проводив революційну роботу в Москві. За революційну діяльність неодноразово був ув'язнений: з квітня по травень 1912 року сидів у Арбатському арештантському домі у Москві. У червні 1912 року був висланий в місто Тулу Тульської губернії на адміністративне поселення, де пробув до червня 1914 року.
У липні 1914 — вересні 1916 року — приказчик мануфактури оптової торгівлі Рубіна у місті Шадрінську Пермської губернії, де відбував адміністративне поселення. У вересні 1916 — лютому 1917 року — на нелегальному становищі у Москві.
З лютого 1917 року — секретар Московської спілки торгово-промислових службовців. У травні — жовтні 1917 року — в російській армії: рядовий, голова полкового революційного комітету 193-го піхотного запасного полку.
У жовтні 1917 — травні 1918 року — член Хамовницького революційного комітету і районного комітету РСДРП(б) міста Москви, інструктор із робітничого контролю.
З травня по жовтень 1918 року — секретар Нижньогородського військово-революційного комітету, заступник голови виконавчого комітету Нижньогородської губернської ради.
У листопаді 1918 — лютому 1919 року — заступник начальника політичного відділу 1-ї армії РСЧА на Східному фронті.
У лютому — липні 1919 року — голова виконавчого комітету Курської губернської ради.
З липня 1919 року — в Червоній армії: голова РВР Курського укріпленого району. У жовтні 1919 — травні 1920 року — військовий комісар 13-ї стрілецької дивізії, начальник політичного відділу 8-ї армії на Південному фронті.
У червні — листопаді 1920 року — комісар управління Катерининської залізниці в місті Катеринославі.
У листопаді 1920 — квітні 1921 року — завідувач відділу матеріально-технічного постачання ВЦРПС у Москві.
У квітні — липні 1921 року — заступник народного комісара шляхів сполучення Української СРР (Південного округу залізниць).
У липні — жовтні 1921 року — голова виконавчого комітету Миколаївської губернської ради. У жовтні 1921 — березні 1922 року — відповідальний секретар Миколаївського губернського комітету КП(б)У.
У червні 1922 — лютому 1924 року — голова виконавчого комітету Ярославської губернської ради. У лютому — листопаді 1924 року — відповідальний секретар Ярославського губернського комітету КП(б)У.
У листопаді 1924 — лютому 1926 року — уповноважений Ради Праці і Оборони СРСР по Середній Азії, член Середньоазіатського бюро в місті Ташкенті.
З лютого 1926 року — у ЦК ВКП(б). У травні 1926 — жовтні 1928 року — відповідальний інструктор Організаційно-розподільного відділу ЦК ВКП(б). У лютому — вересні 1927 року виконував спеціальне доручення ЦК ВКП(б).
У жовтні 1928 — квітні 1929 року — відповідальний секретар Брянського губернського комітету КП(б)У.
У січні — липні 1929 року — голова Організаційного комітету ВЦВК по Західній області. У квітні — липні 1929 року — голова виконавчого комітету Смоленської губернської ради. У липні 1929 — лютому 1933 року — голова виконавчого комітету Західної обласної ради у місті Смоленську.
У лютому (4 березня) 1933 — 9 травня 1934 року — голова виконавчого комітету Харківської обласної ради та Харківської міської ради.
28 квітня 1934 — липні 1937 року — 1-й заступник Голови Ради Народних Комісарів УСРР.
23 червня 1937 року заарештований органами НКВС та розстріляний. Посмертно реабілітований у 1956 році.